# La fiesta de San Nicolás
La fiesta de San Nicolás (en holandés: Het Sint-Nicolaasfeest, c. 1665-1668), es una pintura del maestro holandés Jan Steen, que se encuentra actualmente en el Rijksmuseum de Ámsterdam. Mide 82 x 70,5 cm. El cuadro, pintado en el  característico "estilo caótico" de Jan Steen, describe a una familia en casa celebrando el 5 de diciembre, la noche de San Nicolás, o Sinterklaas en holandés.

## Jan Steen y su contemporáneos
Jan Steen fue un pintor de género holandés del siglo XVII, cuando la pintura holandesa de la época, incluyendo los paisajes de Aelbert Cuyp y Jacob van Ruisdael, mostraban una intimidad rústica que se trasladó a las pinturas de género de escenas domésticas. Las pinturas de Jan Vermeer y Jan Steen detallan el mismo sentido de tranquilidad y comodidad en escenas hogareñas de la vida diaria. A medida que la economía holandesa prosperaba y la clase media de mercaderes adinerados crecía, tales pinturas domésticas aumentaron en popularidad. Cuando los miembros de esta clase media-alta se convirtieron en los nuevos mecenas del arte, los temas religiosos e históricos tradicionales eran menos populares que las novedosas escenas domésticas que ofrecen una visión directa de las vidas de las familias holandesas de la época. Jan Vermeer se centró principalmente en escenas con mujeres en interiores idílicos. Jan Steen, utilizando el mismo estilo y tema escogió en cambio escenas domésticas menos bucólicas, y probablemente más realistas de la vida diaria en los Países Bajos del siglo XVII.

## Pintura en la Edad de Oro holandesa
Jan Steen entra en la categoría más grande del periodo Barroco. La pintura barroca de los Países Bajos era diferente de la de otros países europeos en que no buscaba las mismas galas idealizadas y magnífica grandeza. El estilo holandés puede ser identificado por su foco en el realismo y detalle extremos, diferente incluso del vecino Flandes y sus espléndidas pinturas barrocas flamencas. 
Luz pictórica: Esforzándose en conseguir un realismo extremo, los pintores de la Edad de Oro holandesa dominaron el arte de representar la calidad de la luz, particularmente la forma en que se comporta y refleja en las diversas superficies. Algunos artistas holandeses utilizaron herramientas como la cámara oscura para ayudarles a componer sus pinturas con una perspectiva más perfecta.
Detalle doméstico: La revolución de las pinturas al óleo en el siglo XV hizo posible el detalle extremo en las obras pictóricas. Las pinturas de género holandesas barrocas como La fiesta de San Nicolás ejemplifican esta atención al detalle al dar una visión extremadamente realista de cada escena. Por ejemplo, la cesta de pan en primer plano de la pintura muestra el detalle del entretejido del mimbre y la textura de cada galleta y frutos secos que contiene y se derraman despreocupadamente por el piso. También en la cesta el recubrimiento exterior reluciente del panecillo, y cada semilla individual que lo cubre, ejemplifican no solo el cuidado extremo en cada detalle, sino también el enfoque de Steen de la luz incidiendo en las varias superficies.

## La pintura en detalle

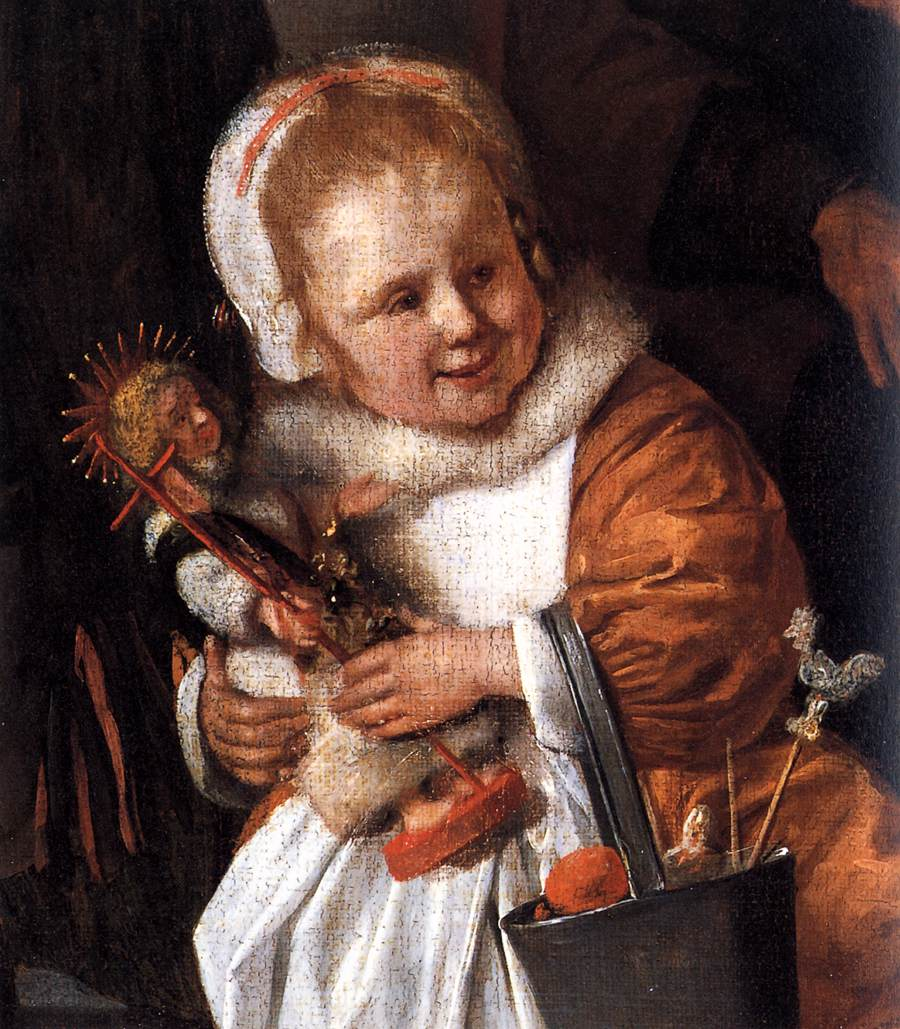
Detalle de la pintura con la hija más joven sujetando su muñeca.

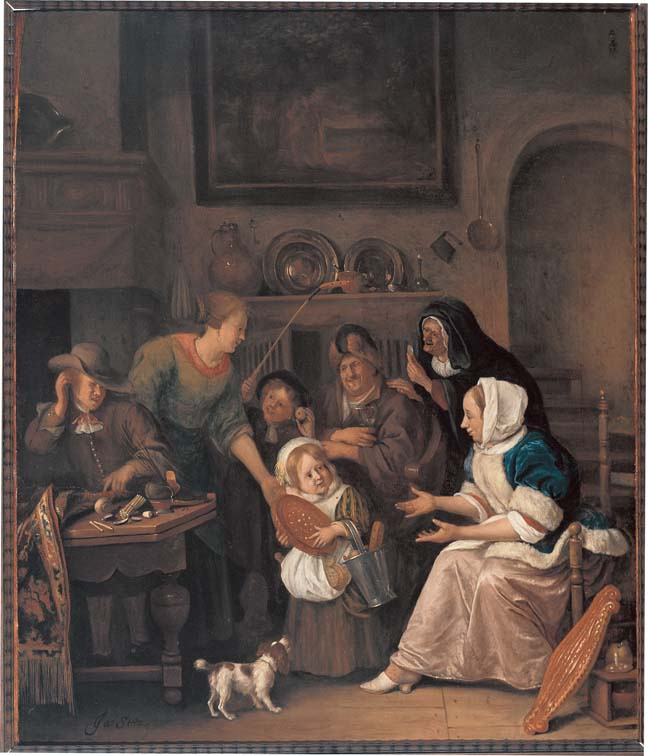
Dos versiones existen de La fiesta de San Nicolás de Jan Steen. La copia más conocida en el Rijksmuseum fue hecha para un católico (como lo era el propio Steen). La niña en el centro ha recibido una muñeca acicalada como un santo. En esta otra versión, aparentemente hecha para un protestante, a la niña se le ha regalado una gran torta de pan de jengibre. Se encuentra en el Museo del convento de Santa Catalina en Utrecht.

El punto focal de la pintura es la hija más pequeña de la familia, una pequeña figura dorada, pues dorado es su vestido y los cabellos que asoman bajo la cofia. Se ha portado bien a lo largo del año, y San Nicolás la ha premiado dejando en su zapato una muñeca y otros obsequios menudos, que lleva en su cubo. La "muñeca" es una representación de Juan el Bautista. La figurilla lleva un halo de rayos y lo que parece una camisa de piel del camello y sostiene una vara larga cruciforme, ambos símbolos del santo. Siendo el patrón de la epilepsia, la insistencia de la pequeña en abrazarse a la figura puede sugerir que padece de convulsiones infantiles o epilepsia. En fuerte contraste su hermano mayor, a su derecha, solloza, mientras otro hermano lo señala, riendo. Aparentemente, el hermano mayor ha sido travieso, y su zapato, mostrado por una sirvienta detrás de él, está vacío. Aunque todavía hay esperanza para el niño lloroso. Escondida al fondo, casi oculta por las cortinas, su abuela le hace señas sonriente— probablemente escondiendo un regalo para él, detrás del dosel.
A la derecha, otro de los hermanos con el más pequeño en brazos señala la chimenea explicándole cómo ha bajado San Nicolás por ella con los regalos. Su otro hermano escucha embobado.
La esquina inferior izquierda de la pintura revela otro estilo popular de pintura. Una cesta de Navidad con el surtido de dulces tradicionales como pastelillos de miel, galletas de jengibre, gofres, nueces, y manzanas forma un auténtico bodegón en miniatura dentro de la pintura más grande. Otro ejemplo de las antiguas tradiciones populares por esta fiesta aparece en la mesa de la derecha. La manzana con la moneda clavada es una referencia a la tradición antigua de regalar monedas escondidas en manzanas a amigos como obsequios. Un dulce especial con forma de diamante llamado duivekater, está apoyado contra la mesa y marca la ocasión especial. En otra pintura de Steen, El panadero de Leiden, también aparece este mismo pastel.  
El pequeño junto a la chimenea sujeta un símbolo de la lucha entre católicos y protestantes, un hombre de jengibre en forma de San Nicolás. Este manjar, todavía hoy disfrutado alrededor del cinco de diciembre, fue visto como un ejemplo de veneración católica a los santos y no fue aprobado por las autoridades protestantes. En el siglo XVII, el horneado y consumo de tales figuras de santos (especialmente San Nicolás) fue prohibido, sin demasiada efectividad, excepto en la ciudad de Dordrecht fuertemente calvinista, que acabó con todas estas celebraciones populares de origen católico. Así, en 1655 en la ciudad de Utrecht se aprobó una ordenanza prohibiendo “hornear imágenes en pan o pastel”.